# 市来バイパス

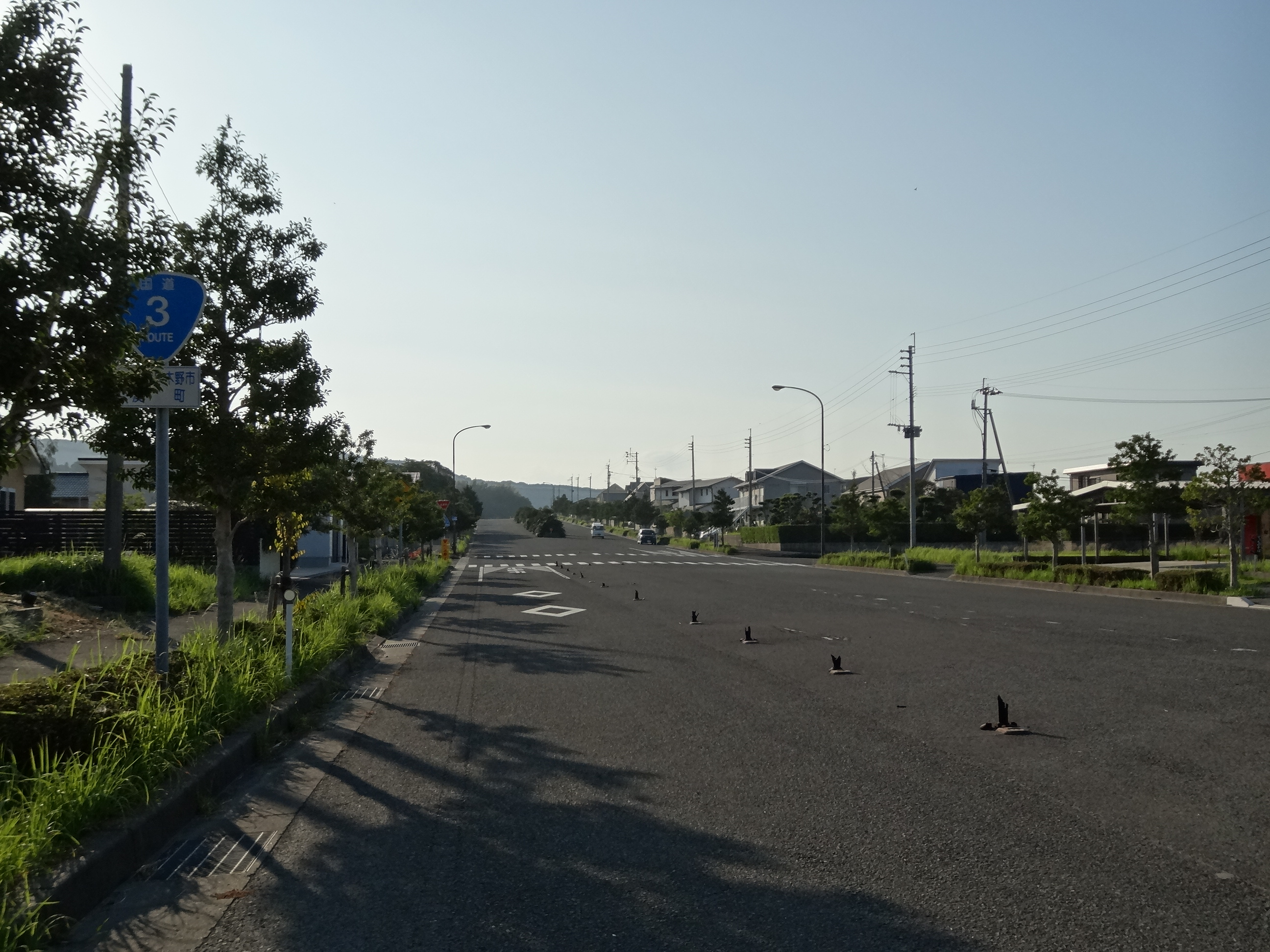
国道3号市来バイパス（鹿児島市方面）

市来バイパス（いちきバイパス）は、鹿児島県いちき串木野市別府から、同市の市来駅付近に至る予定だった国道3号のバイパスである。
1995年に市来町湊町二丁目から同町湊町四丁目までの880mが開通したが、新たに当バイパスの東側に南九州西回り自動車道（川内道路、国道3号バイパス）の整備が始められ、同路線と重複する市来バイパスは事業休止となった。このため、2023年現在両端とも現道の国道3号に接続されていない。

## 路線データ
- 起点: 鹿児島県いちき串木野市別府
- 終点: 鹿児島県いちき串木野市
- 路線延長: 3km（開通区間は880m）
- 指定区間（2012年現在）
  - 鹿児島県いちき串木野市湊町[2]

## 沿革
- 1974年（昭和49年） - 市来バイパスが事業化される[1]。
- 1984年（昭和59年） - 湊中央地区区画整理事業と同時に着手[1]。
- 1995年（平成7年） - 市来町湊町（当時）の880m区間が開通[1]。

## 通過する自治体
- 鹿児島県
  - いちき串木野市

## 接続する道路
- 鹿児島県道308号郷戸市来線